# 神力裕
神力 裕（しんりき ひろし、1964年3月4日 - 2022年12月14日）は、日本の歌手、俳優、作詞家、作曲家。旧芸名：藤 慎一郎（ふじ しんいちろう）。福岡県出身。

## 出演

### 音楽
1981年
- 東芝EMI 「$1,000,000KISS（ミリオンキス）」　作詞：森雪之丞　作曲：平尾昌晃　編曲：若草恵
  - C/W　「甘い暴走」　作詞：森雪之丞　作曲：平尾昌晃　編曲：若草恵
- 東芝EMI 「恋のタイフーン」　作詞：橋本淳　作曲：平尾昌晃　編曲：矢野立美
  - C/W　「青春の渚」　作詞：橋本淳　作曲：平尾昌晃　編曲：矢野立美
- 東芝EMI 「ずぶぬれの青春」　作詞：岡田冨美子　作曲：小田裕一郎　編曲：大谷和夫
  - C/W　「この愛信じて」　作詞：菅野こうめい　作曲：岡田和夫　編曲：大谷和夫　映画「巣立ちのとき 教育は死なず」エンディング

1989年
- テイチク SHOWER シャワー / SUNSET GRAY サンセットグレー[注 1]

1992年
- 東京ハイエナジー ／「よしなよ」葉山レイコ・清水健太郎 出演 Vシネマ「監禁逃亡」　主題歌

　　　後に清水健太郎主演「雀鬼」主題歌、清水健太郎「アメジスト」として発売
1993年
- キングレコード「DON'T STOP! CARRY ON!」作詞：西脇唯　作曲：小泉誠司　編曲：福田裕彦(生福)　TVアニメ「機動戦士Vガンダム」 オープニング（諸岡ケンジとのデュオ、RD名義）
- キングレコード「デッド・オア・ラブ」キリンコープランドビール TVCMソング　作詞：安藤芳彦　作曲：井上大輔　編曲：佐久間正英
- キングレコード RD/WORDS

1998年
- MAKES RECORD 「TEN BALLAD」

2023年
- 「TEN BALLAD」ワールドワイド配信

2024年
- 「よしなよ」葉山レイコ・清水健太郎 出演 Vシネマ「監禁逃亡」主題歌 ワールドワイド配信

### TVCM
- ブリヂストン「COCKPIT」 - ナレーション

### TV
- 「レッツゴーヤング」サンデーズ（1979年 - 1980年、NHK）

### 映画・ドラマ
1989年
- 螢
- 開港風雲録 YOUNG JAPAN

1991年
- かとうれいこのお熱いのがお好き　監督：内田安夫

1993年
- 新極道の妻たち 覚悟しいや